# Bodhana Sivanandan
Bodhana Sivanandan (7 de marzo de 2015) es una ajedrecista inglesa. Ostenta el título de Maestra Internacional Femenina.

## Primeros años y educación
Sivanandan es de Harrow, Londres, hija de padres tamiles indios de Trichy. Sivanandan asiste a la escuela primaria St John Fisher.

## Carrera ajedrecística
Sivanandan empezó a jugar al ajedrez durante el confinamiento por la pandemia de COVID en 2020. En 2022, comentó: «Me encanta jugar al ajedrez porque me ayuda a reconocer patrones, a concentrarme y a aprender a planificar estrategias y a calcular jugadas con antelación. Además, me gusta cómo se mueven las piezas en el tablero, especialmente el caballo».
En marzo de 2022, 15 meses después de aprender a jugar, Leonard Barden describió a Sivanandan como "excepcional". Escribió: "Bodhana Sivanandan, que ha ganado medallas de plata tanto en el Campeonato Europeo Femenino Sub-8 de Rápidas como en Blitz, es la número uno del mundo en blitz en su categoría por un amplio margen de 322 puntos FIDE" y "Las medallas que ha ganado Sivanandan en Serbia igualan el quinto puesto de Houska en su debut en el Mundial Femenino Sub-10 de 1988".
En el campeonato de escuelas europeas por grupos de edad celebrado en Rodas en mayo de 2022, Sivanandan ganó las 24 partidas que jugó y obtuvo tres medallas de oro.
Sivanandan participó en el Campeonato Británico de Ajedrez en Torquay en agosto de 2022. Leonard Barden, en The Guardian, describió su actuación en la Competición Abierta de Ajedrez Rápido como "una actuación espectacular": era la concursante más joven y, tras dos victorias y un empate, derrotó a la actual campeona sub-12, antes de ser derrotada por el gran maestro Keith Arkell, quien declaró: "Gané solo gracias a su inexperiencia".
En 2023 derrotó al ex campeón británico de ajedrez Peter Lee en una partida de exhibición.
Más tarde ese mismo año, a la edad de ocho años, Sivanandan obtuvo una puntuación de 8,5/13 en el Campeonato Europeo de Ajedrez Blitz celebrado en diciembre de 2023. Ganó los premios sub-12 y femenino de dicho campeonato, además de ser la mejor jugadora inglesa. Sin embargo, a ninguna jugadora se le permitía obtener más de un premio; ella eligió el femenino.
El Maestro Internacional Lawrence Trent escribió en Twitter el 13 de diciembre de 2023: «La madurez de su juego, su toque sublime, es realmente impresionante... No tengo ninguna duda de que será la mejor jugadora de Inglaterra y, muy probablemente, una de las más grandes que el ajedrez haya visto jamás».
En 2023 se convirtió en candidata a Maestra.
En marzo de 2024 fue la número uno del mundo entre las niñas menores de 10 años.
En julio de 2024, Sivanandan fue seleccionada para el equipo femenino de Inglaterra para la 45.ª Olimpiada de Ajedrez, en Budapest, Hungría, en septiembre de ese mismo año. Esto la convirtió en la persona más joven en ser elegida para un equipo completo de Inglaterra en cualquier deporte. En esa Olimpiada ganó su primera partida y siguió con dos derrotas, dos empates y una derrota.
En noviembre de 2024, ganó el primer lugar en la categoría de niñas menores de 18 años del Desafío de Ajedrez del Reino Unido.
En 2024 se convirtió en Maestra FIDE Femenina.
En julio de 2025, a los diez años, se convirtió en la jugadora de ajedrez más joven en obtener una norma de Gran Maestra Femenina; la anterior más joven en lograrlo fue Hou Yifan, a los 11 años, en 2005.
En agosto de 2025, derrotó al gran maestro Peter Wells en el Campeonato Británico de Ajedrez, convirtiéndose en la mujer más joven en derrotar a un gran maestro, obteniendo el título de Maestra Internacional Femenina y superando el récord de Carissa Yip por más de 6 meses.